# 小行星7136
小行星7136（英語：7136 Yokohasuo）是一颗围绕太阳公转的小行星。1993年11月14日，H. Shiozawa、浦田武在藤枝市发现了此天体。
这颗小行星的绝对星等为255.9273392126544等。